# Quy tắc OZI
Quy tắc OZI là hệ quả của sắc động lực học lượng tử (QCD) giải thích tại sao một số kênh phân rã xuất hiện ít thường xuyên hơn so với dự kiến. Nó được đề xuất độc lập bởi Susumu Okubo, George Zweig và Jugoro Iizuka trong những năm 1960. Quy tắc này phát biểu rằng rằng bất kỳ quá trình tương tác mạnh nào cũng sẽ bị hạn chế (suppressed) nếu, chỉ bằng cách loại bỏ các dòng gluon bên trong, giản đồ Feynman của nó có thể được tách thành hai giản đồ không liên thông: một chứa tất cả các hạt ở trạng thái ban đầu và một chứa tất cả các trạng thái cuối.
Một ví dụ về sự phân rã bị hạn chế như vậy là φ → π + + π - + π 0. Dự kiến chế độ phân rã này sẽ chiếm ưu thế so với các chế độ phân rã khác như φ → K + + K -, có giá trị Q thấp hơn nhiều. Trong thực tế, người ta quan sát thấy rằng φ phân rã thành kaon với tỉ lệ 84%, cho thấy kênh phân rã thành pion bị hạn chế.
Một cách giải thích cho quy tắc OZI đến từ việc giảm hằng số tương tác trong QCD khi tăng năng lượng (hoặc động lượng trao đổi). Đối với các kênh bị triệt tiêu theo qui tắc OZI, các gluon phải có động lượng trao đổi q 2  cao (ít nhất là bằng khối lượng nghỉ của các quark mà chúng phân rã) và do đó hằng số tương tác sẽ xuất hiện nhỏ đối với các gluon này.
Một cách giải thích khác cho quy tắc OZI xuất phát từ giới hạn số các số lượng tử màu Nc (  Nc >> 3 ).  Các quá trình bị hạn chế bởi OZI có tỉ lệ giữa số đỉnh tương tác (đóng góp 1 thừa số cỡ 1/Nc ) và số lượng vòng fermion độc lập (đóng góp Nc) lớn hơn so với các quy trình không bị hạn chế, do đó có xác suất xảy ra thấp hơn. 
Một ví dụ nữa được đưa ra bởi sự phân rã của các trạng thái kích thích của charmonium (trạng thái liên kết của quark charm và phản quark cham). Đối với các trạng thái nhẹ hơn các meson D tích điện, sự phân rã phải tiến hành giống như ví dụ trên thành ba pion, với ba gluon ảo làm trung gian cho sự tương tác, mỗi gluon phải có đủ năng lượng để tạo ra một cặp quark-antiquark. Nhưng trên ngưỡng D meson, các quark hóa trị ban đầu ( c và c) không cần phải hủy; chúng có thể đi vào vào các trạng thái cuối cùng. Trong trường hợp này, chỉ cần hai gluon, chia sẻ năng lượng của cặp quark-phản quark nhẹ. Do đó, chúng có năng lượng thấp hơn so với ba gluon trong sự phân rã bị hạn chế bởi OZI. Sự hạn chế phát sinh từ giá trị nhỏ hơn của hằng số tương tác QCD ở mức năng lượng cao, cũng như từ số lượng đỉnh tương tác lớn hơn.